# Sams im Glück (Film)
Sams im Glück ist ein deutscher Kinderfilm aus dem Jahr 2012, dessen Regie Peter Gersina führte. Die Literaturverfilmung ist nach Das Sams (2001) und Sams in Gefahr (2003) der dritte Realfilm rund um das freche Fabelwesen Sams von Paul Maar, der zusammen mit dem Produzenten Ulrich Limmer zum wiederholten Male auch das Drehbuch zum Film verfasste. Dieser erschien am 29. März 2012 unter der Vermarktung von Universum Film GmbH in den deutschen Kinos.

## Handlung
Seit der Handlung des zweiten Films sind zehn Jahre vergangen. Als die Taschenbiers dieses Jubiläum mit ihren Freunden feiern wollen, zieht ein Sturm auf, den Herr Taschenbier mit dem letzten Wunschpunkt wegwünscht. Kurz darauf stellt Herr Taschenbier dem Sams seine neueste Erfindung vor, eine Regenschirmmaschine, die auf Knopfdruck Regenschirme vollständig herstellen kann. In einem Rollenspiel will Herr Taschenbier mit dem Sams üben, wie er seinem Chef Herrn Oberstein erklären soll, dass er die Firma verlassen und sich mit der Maschine selbstständig machen will. In dem Moment wird das Sams gegen seinen Willen in die Welt der Samse teleportiert. Das Übersams erklärt dem Sams, dass Samse sich laut Samsregeln maximal zehn Jahre und zehn Tage am Stück in der Gegenwart von Menschen aufhalten können. Das Sams kennt jedoch einen Trick, mit dem er sich zu den Taschenbiers zurück teleportieren kann. Auf Nachfrage des Jüngsten der Samse, erklärt das Übersams, dass, wenn diese Samsregel missachtet wird, Herr Taschenbier sich in ein Sams verwandeln wird.
Herr Taschenbier hat derweil sein Gespräch mit Herrn Oberstein, bringt jedoch nicht den Mut auf zu sagen, dass er kündigen will. Gerade als er das Büro verlassen will, ergreift seine Sams-Persönlichkeit das erste Mal von ihm Besitz. In einer für ihn ungewohnt manischen und vorlauten Art bringt er sein Kündigungsgesuch vor und zeichnet eine Skizze der Regenschirmmaschine auf die Wand von Herrn Obersteins Büro. Kurz darauf ist er jedoch wieder er selbst und kann sich an das was er als Sams gemacht hat nicht mehr erinnern. Herr Mon will derweil seinen Papageien den Satz „Annemarie, so schön wie nie“ beibringen, um seine Frau damit zu überraschen. Die Überraschung misslingt jedoch, weil die Vögel nur Schimpfwörter von sich geben.
In den folgenden Tagen hat Herr Taschenbier immer wieder Phasen als Sams. So plündert er eines Nachts den Kühlschrank (wofür später das Sams verantwortlich gemacht wird) oder entführt einen Bus. Obwohl Margarete von diesen Vorfällen nichts mitbekommt, merkt sie, dass ihr Mann sich verändert hat, und sucht mit ihm einen Arzt auf. Auch dem Sams fällt das Verhalten seines „Papas“ auf. In der folgenden Nacht teleportiert es sich wieder in die Welt der Samse und stiehlt dem schlafenden Übersams das Buch über die Samsregeln. Wieder zurück auf der Erde erfährt das Sams davon, dass sein „Papa“ zum Sams wird. Es untersucht die Haare von Herrn Taschenbier, findet zunächst jedoch nichts Auffälliges, als Herr Taschenbier plötzlich in seine Sams-Form switcht und mehrere rote Strähnen auf seinem Hinterkopf auftauchen. Das Sams ist zunächst froh über seinen neuen Spielkameraden. In der nächsten Vollmondnacht verschafft das Sams sich neue Wunschpunkte und Sams-Taschenbier wünscht sich in eine Schokoladenfabrik, wo er sich genüsslich an der Schokolade bedient. Dort wird er allerdings von der Polizei festgenommen und sowohl mit dem Einbruch als auch mit der Busentführung konfrontiert. Das Übersams hat derweil den Diebstahl seines Buches bemerkt. Da es den Trick von Herrn Taschenbiers Sams nicht anwenden kann, nutzt es auf Vorschlag des jüngsten Samses die Wunschpunkte der anderen Samse, um sich zu den Taschenbiers zu wünschen.
Dort geraten die Dinge außer Kontrolle: Herr Taschenbier wird ins Gefängnis gebracht, wo er in seiner Sams-Form gegen den Mitgefangenen Hammer-Paule besteht und aus dem Gefängnis ausbricht. Vor seiner Haustür trifft er das Sams wieder, wird jedoch von zwei Polizisten aufgehalten. Jedoch wünscht er sich, dass die Polizei ihn gehen lässt und sämtliche Beweisfotos für seine Vergehen verschwunden sind, ehe er wieder er selbst wird. Kurz darauf wechselt er beim Arzt im Beisein seiner Frau in seine Sams-Form. Später überlädt er seine modifizierte Schirmmaschine, die den Dachstuhl sprengt und Schirme regnen lässt, danach jedoch nicht mehr richtig funktioniert. Das Sams muss sich eingestehen, dass es so nicht weitergehen kann. Am nächsten Tag will es seinem Papa sagen, was mit ihm los ist. Jedoch hat Herr Oberstein für den Tag seinen Besuch angekündigt. Um sein Gesicht nicht zu verlieren, wünscht Herr Taschenbier als Sams, dass Herr und Frau Mon als arabische Scheichs und vermeintliche Sponsoren während des Besuchs auftauchen und das Sams bewegungsunfähig und stumm in seiner Kammer verharrt. Währenddessen reitet Herr Mon erhaben auf einem Kamel mit Herr Kules auf dem Arm durch die Stadt. Das Sams schafft es trotz des Wunsches Margarete pantomimisch zu verstehen zu geben, dass ein Notfall vorliegt. Während des Gesprächs, bei dem Herr Oberstein von den vermeintlichen Scheichs und Herrn Taschenbiers Arabisch-Kenntnissen beeindruckt ist, taucht Margarete bei ihnen auf; in dem Moment hört Herr Taschenbier auf ein Sams zu sein und der Wunsch hört auf zu wirken, sodass die Mons sich selbst entlarven. Herr Oberstein ist maßlos enttäuscht.
In der Nacht muss Margarete angesichts der Ereignisse weinen. Gerade als das Sams ihr im Beisein von Herrn Taschenbier erklären will, was Sache ist, wirft Margarete plötzlich einen Teller durch die Gegend und fängt an wie eine Irre zu lachen. Das Sams bemerkt eine rote Strähne in ihrem Haar und begreift, dass auch bei ihr die Verwandlung los geht. Als sie wieder sie selbst ist, klärt das Sams die beiden über alles auf. Leider zeichnet sich für das Problem keine Lösung ab, da man Samsregeln nicht mit Wunschpunkten ausloten kann. Das Übersams taucht bei den Taschenbiers auf und meint, die Regel lasse sich dadurch ausloten, indem sie alle drei während einer Vollmondnacht zum Mittwoch aufs Dach klettern und „Hcowttim“ sagen. Jedoch hat das Übersams die drei betrogen: Durch das Ritual wird es lediglich mitsamt seinem Buch wieder in die Welt der Samse gebracht. Um den Taschenbiers die Verwandlung in Samse zu ersparen, verlässt das Sams sie freiwillig. In der Welt der Samse muss es vor Trauer sogar weinen, was für Samse eigentlich unmöglich ist. Die wichtigste aller Samsregeln besagt, dass, wenn ein Sams doch weinen sollte, es einen Wunsch frei hat. Und somit wünscht das Sams sich, dass es mit neuen Wunschpunkten für immer bei den Taschenbiers bleiben kann, ohne dass diese sich verwandeln. Auf der Erde ist die Wiedersehensfreude groß. Später nutzt Herr Taschenbier einen Wunschpunkt, um bei Herrn Oberstein wieder rehabilitiert zu sein. Das Sams verkündet, es sei das Sams im Glück.

## Unterschiede zum Buch
Im Vergleich zu den ersten beiden Sams-Filmen orientiert sich Sams im Glück deutlich mehr an der Vorlage. In beiden Fassungen arbeitet Bruno Taschenbier in der Schirmfabrik. Damit ist der Film allerdings nicht komplett korrekt. Am Ende von Das Sams kündigt Herr Taschenbier in der Fabrik und ist in Sams in Gefahr technischer Leiter einer Schule, somit fehlt die Erklärung, warum Herr Taschenbier auf einmal wieder für Herr Oberstein arbeitet; während er im Buch stets in dessen Dienst war. Darüber hinaus finden sich folgende Unterschiede:
- Bruno und Margaretes Enkelin Betty existiert nicht. Martin ist zwar auch im Film nach Australien gezogen und zumindest in dieser Fassung nicht am Jubliäumsfest beteiligt, doch es sind seit seinem ersten Treffen mit dem Sams erst zehn Jahre vergangen statt fünfzehn wie im Buch.
- Das Sams kommt im Buch freiwillig, im Film unerwartet in die Sams-Welt. Im Buch benötigt es seinen letzten Wunschpunkt, um zwischen Menschen- und Samswelt hin- und herzuwechseln. Im Film wiederum hat es dafür ein bestimmtes Zauberwort – „Smas“. Sein letzter Wunschpunkt wird bei einem Sturm verbraucht, um die Zerstörungen nichtig zu machen, eine Szene, die es im Buch nicht gibt.
- Anstatt einer Wettermaschine wie im Buch, baut Herr Taschenbier eine Maschine, die Regenschirme herstellt.
- Mehrere Tier-Szenen aus dem Buch fehlen. Somit reiten Herr Taschenbier und das Sams weder auf einem Kamel – womit es zwischen ihm und Herrn Mon auch keinen Streit gibt – noch wünscht Herr Taschenbier eine Schafherde in den Garten. Lediglich die Szene der Mons als Araber auf dem Kamel ist geblieben.
- Anders als im Buch fährt Herr Taschenbier im Auto rückwärts.
- Im Buch holt das Sams das Buch der Samsregeln erst sehr spät in die Menschenwelt, im Film hingegen bereits vor Obersteins Treffen mit dem verkleideten Mons.
- Herr Taschenbier kann nach der Explosion der Maschine diese anders als im Buch noch reparieren. Es kann aber auch sein, dass er die Maschine wieder normal gewünscht hat, da das Sams anders als im Buch zu diesem Zeitpunkt noch Punkte hatte.

## Hintergrund
Während die Hauptproduktionsfirma des Films Collina Film war, übernahmen die Universum Film GmbH, die B.A. Produktion und das ZDF die Koproduktion. In der Postproduktion wurde von ARRI der Ton bearbeitet. Gedreht wurde mit der digitalen Kinokamera Arri Alexa.

## Rezeption
„Man kann den beiden Autoren und Regisseur Peter Gersina durchaus vorwerfen, dass sie schließlich den einen oder anderen erzählerischen Schlenker zu viel machen. Dafür beenden sie ihren Film mit einem hoch witzigen Showdown, in dem […] Armin Rohde als Scheich wider Willen auf einem Kamel durch den Barock der Bamberger Altstadt reitet.“